# Syrmococcus spirapuncta
Syrmococcus spirapuncta är en insektsart som först beskrevs av Lobdell 1930.  Syrmococcus spirapuncta ingår i släktet Syrmococcus och familjen ullsköldlöss. Inga underarter finns listade i Catalogue of Life.